# Goodnews Bay
Goodnews Bay és una població dels Estats Units a l'estat d'Alaska. Segons el cens del 2007 tenia 231 habitants.

## Demografia
Segons el cens del 2000, Goodnews Bay tenia 230 habitants, 71 habitatges, i 47 famílies La densitat de població era de 28 habitants/km².
Dels 71 habitatges en un 45,1% hi vivien nens de menys de 18 anys, en un 31% hi vivien parelles casades, en un 23,9% dones solteres, i en un 32,4% no eren unitats familiars. En el 32,4% dels habitatges hi vivien persones soles el 4,2% de les quals corresponia a persones de 65 anys o més que vivien soles. El nombre mitjà de persones vivint en cada habitatge era de 3,24 i el nombre mitjà de persones que vivien en cada família era de 4,04.
Per edats la població es repartia de la següent manera: un 36,1% tenia menys de 18 anys, un 10,4% entre 18 i 24, un 28,3% entre 25 i 44, un 17,4% de 45 a 60 i un 7,8% 65 anys o més.
L'edat mediana era de 31 anys. Per cada 100 dones hi havia 105,4 homes. Per cada 100 dones de 18 o més anys hi havia 122,7 homes.
La renda mediana per habitatge era de 16.250 $ i la renda mediana per família de 21.563 $. Els homes tenien una renda mediana de 31.250 $ mentre que les dones 0 $. La renda per capita de la població era de 6.851 $. Aproximadament el 37,8% de les famílies i el 39% de la població estaven per davall del llindar de pobresa.

## Poblacions més properes
El següent diagrama mostra les poblacions més properes.